# Aviculture

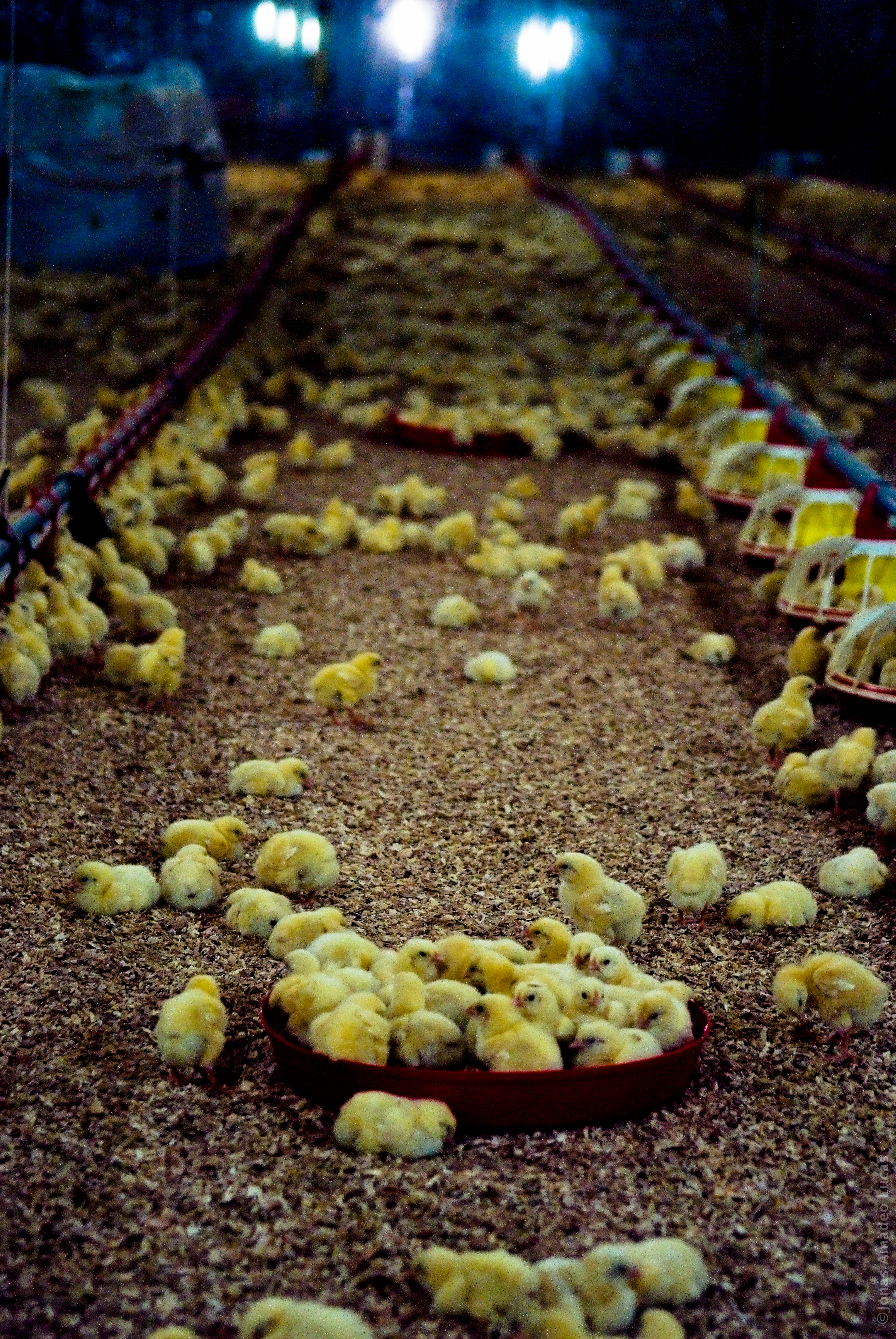
Élevage de poussins en Espagne

L'aviculture désigne toutes les sortes d'élevage d'oiseaux ou de volaille.

## Origine
Les premiers oiseaux élevés ont probablement été des jeunes capturés ou volés dans les nids, que l'on nourrissait dans le but de les manger une fois adultes. La conservation de quelques-uns d'entre eux aurait alors permis de créer l'élevage aviaire :
- le gavage des anatidés est attesté dès l'Égypte antique sur des représentations ;
- la poule domestique originaire d'Asie du Sud a été véhiculée dans le monde entier ;
- la pintade vient d'Afrique où elle existe encore à l'état sauvage ;
- le dindon était domestiqué par les Aztèques en Amérique centrale, mais il reste quelques populations sauvages aux États-Unis ;
- la caille vient du Japon où elle a été domestiquée, l'élevage s'appelle spécifiquement la coturniculture.

## Types d'aviculture

### Aviculture de production

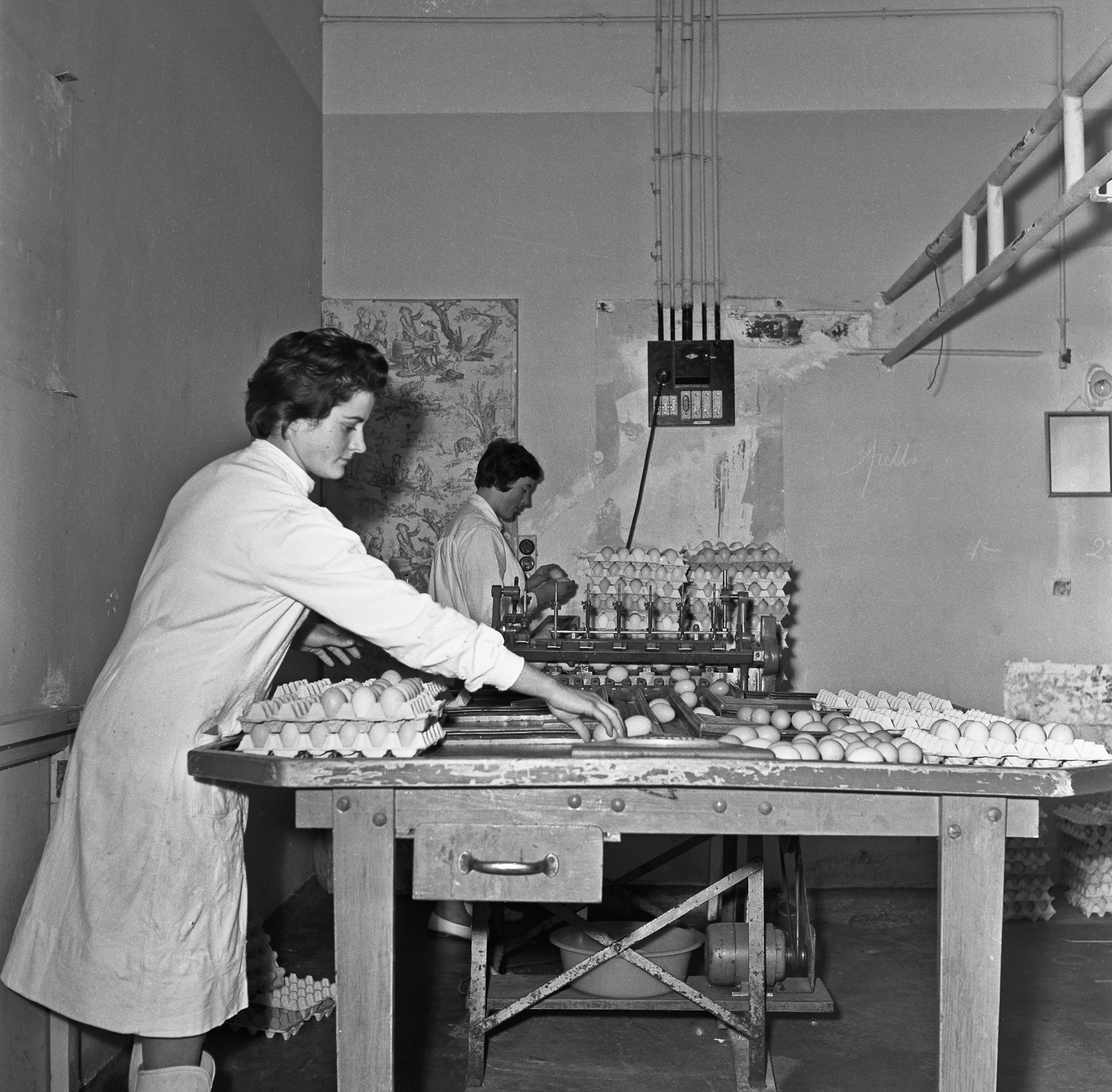
Station avicole de l'INRA en 1960.

Elle concerne l'élevage d'oiseaux dans le but d'en tirer une production pour l'homme. Elle fournit plusieurs produits :
- viande : il s'agit d'animaux élevés pour être abattus et consommés. Cet élevage inclut la production de volailles à griller entières, de morceaux découpés, de plats cuisinés, de foies gras ou de graisse ;
- œufs : ils sont le plus souvent issus de poules, les œufs d'autres animaux peuvent être aussi consommés. L'élevage moderne ne concerne guère que les œufs de poule et accessoirement de caille. Ses œufs peuvent être vendus tels quels aux consommateurs ou préparés par l'industrie agroalimentaire dans les casseries d'œufs ;
- plumes : l’élevage pour la plumasserie s'est surtout développé au XIXe siècle. Les plumes d'autruche ont été utilisées pour la décoration et pour la fabrication de plumeaux ; autrefois florissant, l'élevage d'oies pour la fourniture de duvet est aujourd'hui marginal bien qu'en augmentation. Les produits textiles ont remplacé cette production qui fournissait un remplissage très isotherme aux édredons et oreillers. Aujourd'hui, les plumes sont principalement des déchets d'abattoir réduites en farines ;
- fiente : il s'agit d'un engrais naturel intéressant. Il doit être utilisé avec parcimonie, car il peut brûler les plantes. Autrefois, les pigeonniers fleurissaient dans les vignobles, car la colombine, la fiente de pigeon, était un excellent engrais pour la vigne. À Gaillac, elle était la seule autorisée pour fumer les vignes. Les lisiers de volaille peuvent également causer des problèmes environnementaux par leur abondance ;
- repeuplement cynégétique : cet élevage est destiné à fournir des oiseaux, hybrides souvent, aux sociétés de chasse pour servir de gibier (faisans, perdrix, canards, etc.).

#### Types d'élevage de production

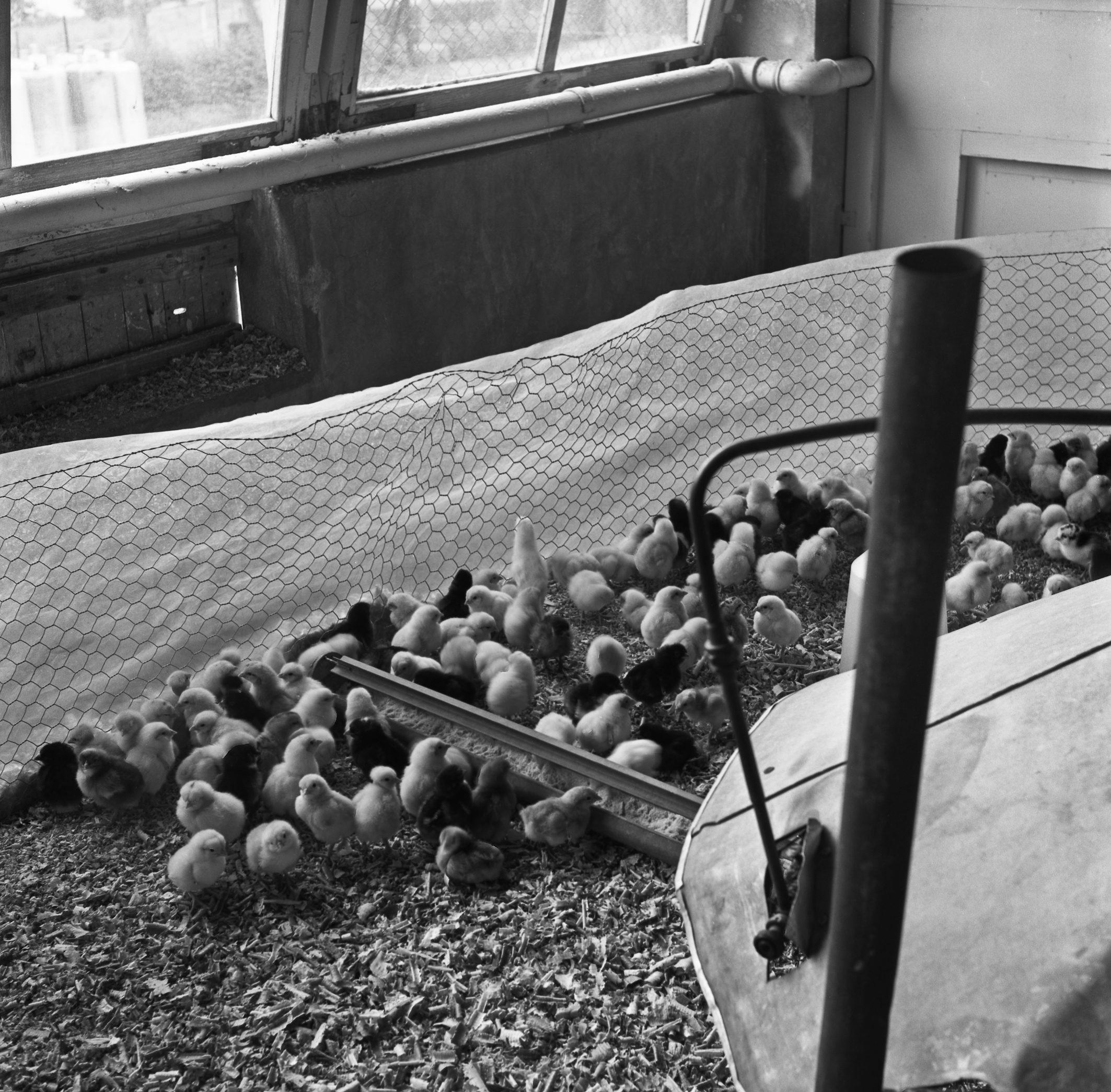
Station avicole de l'INRA en 1960.

- élevage industriel : volailles de marque commerciale sans mention d'origine. La race Leghorn est la principale race qui a été utilisée pour la création de souches hybrides de pondeuses industrielles. En France, le poulet est abattu entre trente quatre et quatre-vingt-dix jours après sa naissance, selon le mode de production (élevage industriel ou traditionnel) ;
- élevage semi-industriel ou fermier (Label rouge) : poulets de Loué, du Gers, du Forez, canards du Sud-Ouest, etc. Volailles élevées selon un cahier des charges précis : élevé en liberté, alimentation contrôlée, âge d'abattage, etc. ;
- élevage semi-industriel ou fermier AOC : volaille de Bresse ;
- élevage semi-industriel ou fermier en Agriculture Biologique certifié : volailles élevées selon un cahier des charges précis : parcours extérieur, alimentation bio, âge d'abattage, etc. ;
- élevage fermier : volailles en faible population (de quelques individus à 250), côtoyant d'autres productions au sein de la ferme, alimentation issue du sol de la ferme, pratiques traditionnelles ;
- élevage familial : volaille issues de basse-cour.

L'aviculture industrielle de production est devenue si spécialisée que certains éleveurs n'exercent que des tâches précises, comme le nourrissage, l'élevage de reproducteurs, la production d'œufs pour la consommation et l'incubation pour produire des poussins d'un jour.

### Aviculture sportive
- La colombophilie concerne les amateurs de courses de pigeons voyageurs.
- La fauconnerie est une chasse sportive pratiquée à l'aide de rapaces apprivoisés.
- Les combats de coqs sont aussi de traditions locales.
- Les concours de volailles d'ornement peuvent s'apparenter à un sport : entraînement des animaux, sélection des sujets, etc.

## Types de bâtiments
On distingue différents types de bâtiments prioritairement dus à leurs types de ventilation.
La ventilation des élevages professionnels regroupe deux grandes familles :

### Ventilation statique ou dite naturelle

#### Bâtiment en ventilation type «Louisiane»
Ces bâtiments sont de type semi-ouvert avec deux parties grillagées sur les deux côtés du poulailler, ils sont utilisés pour l'élevage de volailles standard (poulets, dindes/dindons et canards) et sont dits poulaillers « clairs » (à lumière naturelle).
La ventilation et le renouvellement de l'air s'effectuent par la vitesse naturelle de l'air extérieur en rentrant par un des côtés du bâtiment et en ressortant par l'autre.
L'orientation du bâtiment à sa construction est primordiale et déterminera le bon fonctionnement de celui-ci.
Le débit d'air entrant est auto-régulé par un ordinateur et une station météo qui détermine le sens et la vitesse du vent pour ensuite ouvrir plus ou moins les rideaux de ventilation en fonction des consignes de température et d'hygrométrie saisies par l'éleveur.

#### Bâtiment en ventilation par lanterneau
Ces bâtiments sont utilisés majoritairement dans les élevages label. Dans ces types de bâtiment, la ventilation se fait à l'aide de volets situés sur les côtés des bâtiments et l'extraction de la chaleur se fait par des lanterneaux situés en haut des bâtiments. Naturellement l'air chaud et vicié monte et l'air frais sain le pousse vers le haut.

### Ventilation dynamique

#### Bâtiment en ventilation type «Colorado»
Ce type de bâtiment est très largement utilisé en élevage standard en France. Ces bâtiments sont le plus souvent obscurs (sans lumière naturelle) mais sont de plus en plus souvent équipés de fenêtres pour améliorer le confort des animaux et de l'éleveur.
La ventilation s'effectue par dépression. D'un côté du bâtiment se trouvent des trappes d'entrée d'air réglables automatiquement en ouverture, de l'autre côté se trouvent des extracteurs de différentes capacités qui s'allument chacun leur tour automatiquement. Comme pour les autres types de poulaillers, la gestion des équipements de ventilation est pilotée par ordinateur.
L'avantage de ces bâtiments est leur très faible consommation en gaz. Mais ils sont couteux en électricité. L'autre avantage est de ne pas dépendre des conditions météo extérieures et ainsi de garantir un maximum de confort aux animaux.

## Abattage

### Processus selon certaines législations
- Réception des animaux

Les animaux sont enlevés la nuit chez les éleveurs, pour limiter le stress provoqué, et arrivent dans des cagettes. Les oiseaux sont maintenus dans l'obscurité et les opérateurs travaillent sous un rayonnement ultraviolet. Les volailles sont accrochées par leurs pattes.
- Anesthésie

Elle est obligatoire sauf pour le gibier d'élevage et peut être pratiquée par électrocution (65 mA pendant 4 secondes dans l'eau ou électronarcose pendant un temps inférieur à 10 secondes), ou bien, pour les seules petites volailles, par asphyxie par le {\displaystyle CO_{2}\,} (méthode appelée Abattage par Atmosphère Contrôlée). Le gibier d'élevage comme les cailles peut être tué par caisson à vide, sans anesthésie.
- Saignée

Elle se fait mécaniquement par une incision au cou qui n'atteint pas la trachée. Après passage dans un tunnel de saignée 50 % du sang est éliminé.
- Échaudage

La volaille est aspergée ou immergée dans de l'eau à 52 °C pour faciliter la plumaison. Cette étape ne concerne pas canards et oies dont les plumes sont imperméables.
L'échaudage est maintenant effectué pour les canards à 70 °C, certains échaudoirs sont équipés de bulleurs qui permettent de mieux pénétrer le plumage.
- Plumaison

Une plumeuse mécanique enlève le plus gros des plumes puis une plumeuse de finition retire le duvet. Pour les animaux qui ne peuvent être échaudés, la plumaison se fait à la main. Les plumes sont récupérées pour les oreillers.
- Finition à la cire

Pour enlever toute trace de plume, les carcasses sont immergées dans de la cire chaude puis, une fois refroidies, décortiquées à la main. La cire peut être recyclée une fois qu'elle est séparée des plumes par réchauffement jusqu'à liquéfaction et par filtrage des résidus solides.
- Éviscération

Les pattes et la tête sont coupées, la carcasse est fendue au niveau du cloaque et les abats retirés. Le foie, le cœur et les gésiers sont remis après éviscération.
- Ressuage

La carcasse est stockée à 4 °C pendant 2 heures.

### En France
La Convention Collective Nationale française régissant la profession se nomme abattoirs, ateliers de découpe, conditionnement de volailles. L'accord constitutif date du 10 juillet 1996 et son extension (validation par le Ministère du Travail) le 7 février 1997 (publication au journal officiel de la République française 21 février 1997). Les activités concernées sont l'abattage et/ou la découpe, et/ou la transformation de volailles, éventuellement accompagnés des activités suivantes : le ramassage, le conditionnement, la commercialisation de toutes espèces de volaille, lapins, chevreaux.
Les partenaires sociaux signataires sont pour l'organisation patronale, la Fédération des industries avicoles et, pour les syndicats de salariés la Fédération générales agro-alimentaire F.G.A., la C.F.D.T, la Fédération générales des travailleurs de l'agriculture de l'alimentation F.G.T.A. - F.O. et la Fédération nationale des syndicats de l'alimentaire C.F.T.C. Le Comité national des abattoirs et ateliers de découpe de volailles, lapins, chevreaux (CNADEV) y a adhéré par courrier du 5 juillet 1999 (BO CC 99-30).
Le code APE dans la nomenclature d’activités française (NAF 2008) est 01.47Z avec l’intitulé Élevage de volailles.
Près d’un million de canards d'élevage sont euthanasiés dans le Sud-Ouest en 2017 par mesure de précaution face à la grippe aviaire.
Le broyage et le gazage des poussins mâles doit être interdit en 2022.

## Production dans le monde
En 2004, les trois premiers producteurs mondiaux sont les États-Unis avec 18 millions de tonnes, la Chine avec 14 millions de tonnes et le Brésil avec 9 millions de tonnes. La France a produit en 2004 près de deux millions de tonnes de volailles dont 40 % proviennent de Bretagne et 23 % des Pays de la Loire. Elle est le premier pays producteur européen avec 36 %.
La Poultry Belt désigne le développement de l'aviculture dans le sud des États-Unis, afin de sortir de la monoculture du coton[réf. souhaitée].

## Conditions de travail
D'après une étude de l'ONG britannique Oxfam parue en 2016, la grande majorité des 250 000 ouvriers du secteur volailler aux États-Unis sont privés du droit d'aller aux toilettes afin de gagner en productivité. Beaucoup d'entre eux sont alors contraints de porter des couches-culottes pour travailler dans leurs entreprises et « réduisent leurs prises de liquides et fluides à des niveaux dangereux ». Pour l'ONG, il s'agit d'une dégradation de la condition humaine pour des salariés qui déjà « gagnent de faibles salaires et souffrent de taux élevés de blessures et maladies ».

## Impact environnemental

### En France: installation classée pour la protection de l'environnement
Selon la législation française, les élevages de volailles et de gibier à plumes sont des installations classées pour la protection de l'environnement (ICPE). En effet, ce type d'installation est concerné par la rubrique no 2111 de la nomenclature des installations classées (« élevage, vente, etc. de volailles, gibier à plumes ») :
- les installations dont les activités sont également classées au titre de la rubrique no 3660 (« élevage intensif ») sont soumises à autorisation préfectorale. Afin de limiter leur impact environnemental, les exploitants de ces installations doivent notamment respecter les prescriptions techniques d'un arrêté ministériel daté du 27 décembre 2013[5] ;
- les installations non classées au titre de la rubrique no 3660 et détenant un nombre d'emplacements pour les volailles et gibier à plumes (1 animal = 1 emplacement) supérieur à 30 000 sont soumises à enregistrement. Afin de limiter leur impact environnemental, les exploitants de ces installations doivent notamment respecter les prescriptions techniques d'un autre arrêté ministériel daté également du 27 décembre 2013[6] ;
- les installations non classées au titre de la rubrique no 3660 et détenant entre 5 000 et 20 000 animaux-équivalents doivent être déclarées. Afin de limiter leur impact environnemental, les exploitants de ces installations doivent notamment respecter les prescriptions techniques d'un autre arrêté ministériel daté également du 27 décembre 2013[7].

Le nombre d'animaux-équivalents est déterminé de cette manière : caille = 0,125 ; pigeon, perdrix = 0,25 ; coquelet = 0,75 ; poulet léger = 0,85 ; poule, poulet standard, poulet label, poulet biologique, poulette, poule pondeuse, poule reproductrice, faisan, pintade, canard colvert = 1 ; poulet lourd = 1,15 ; canard à rôtir, canard prêt à gaver, canard reproducteur = 2 ; dinde légère = 2,20 ; dinde médium, dinde reproductrice, oie = 3 ; dinde lourde = 3,50 ; palmipèdes gras en gavage = 7.
L'instruction des demandes d'autorisation et d'enregistrement ainsi que le contrôle du respect des prescriptions techniques par les exploitants sont réalisés par l'inspection des installations classées.

#### Liste des races de volailles
- Liste des races de canards
- Liste des races de dindons
- Liste des races d'oies
- Liste des races de pigeons
- Liste des races de poules

#### Pratiques et controverses
- Combat de coq
- Éjointage et ébecquage (pratique consistant à couper la pointe du bec des gallinacés afin d'éviter le piquage)
- Élevage en batterie
- Élevage intensif
- Farine animale
- Gavage des oies et des canards
- Saturnisme aviaire